# Norbert Lossau (Wissenschaftsmanager)

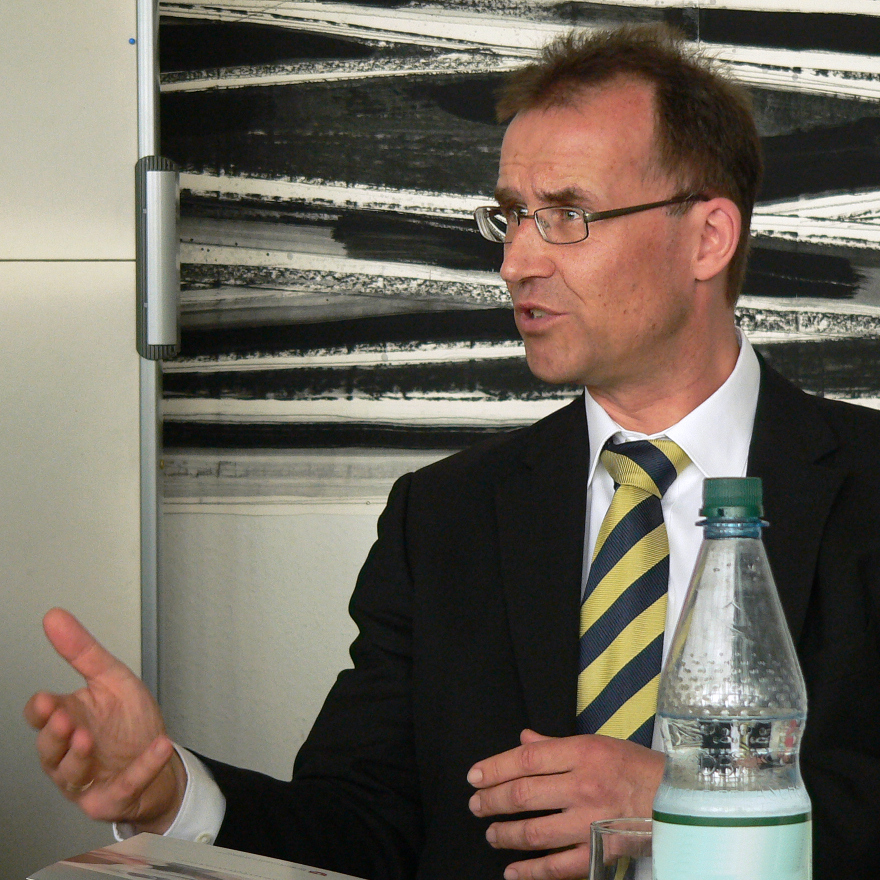
Norbert Lossau, 2012

Norbert Lossau (* 20. Juni 1962 in Meschede) ist ein deutscher Bibliothekar und Wissenschaftsmanager. Er war von 2006 bis 2013 Direktor der Niedersächsischen Staats- und Universitätsbibliothek Göttingen (SUB) und von 2013 bis 2023 Vizepräsident der Universität Göttingen. Seit Juli 2023 ist er Gründungsdirektor der Dachinitiative Hochschule.digital Niedersachsen.

## Werdegang
Lossau studierte Finnougristik und Skandinavistik an den Universitäten zu Bonn und Göttingen, wo er 1988 das Magisterexamen ablegte und 1991 mit der Dissertation Die deutschen Petőfi-Übersetzungen. Ungarische Realienbezeichnungen im sprachlich-kulturellen Vergleich promoviert wurde. Nach dreijähriger Tätigkeit als Wissenschaftlicher Mitarbeiter am Finnisch-ugrischen Seminar der Universität Göttingen absolvierte Lossau von 1994 bis 1996 das Referendariat für den höheren Bibliotheksdienst (an der SUB Göttingen und der Fachhochschule Köln), das er mit dem Assessorexamen abschloss. Anschließend arbeitete er die Vorbereitungsphase des DFG-Projekts Retrospektive Digitalisierung von Bibliotheksbeständen und übernahm 1997 Aufbau und Leitung des Göttinger Digitalisierungszentrums. 1998 wurde er zusätzlich Fachreferent für die Sondersammelgebiete Ungarn, Finnland und Finnougristik. Im Sommer 2001 wechselte Lossau an die Universität Oxford, wo er erster Leiter der Oxford Digital Library wurde. Bereits im August 2002 kehrte er als Direktor der Universitätsbibliothek Bielefeld nach Deutschland zurück. In Bielefeld übernahm Lossau die Leitung des Projekts zur Entwicklung der Suchmaschine BASE, Bielefeld Academic Search Engine, 2004–2006. Am 1. Oktober 2006 übernahm er die Leitung der SUB Göttingen. 2011 ernannte ihn die Humboldt-Universität zu Berlin zum Honorarprofessor. Am 21. Oktober 2009 wurde er während der Open-Access-Woche in Ghent zum Gründungsvorsitzenden des internationalen Bündnisses COAR (Confederation of Open Access Repositories) gewählt. Im Juli 2011 wurde Lossau Mitbegründer des Göttingen Center for Digital Humanities(GCDH).
Am 1. Juli 2013 wurde er hauptamtlicher Vizepräsident für Digitalisierung und Infrastrukturen der Universität Göttingen. In seiner Zeit als Vizepräsident hat Lossau in 2014 die Gründung der eResearch Alliance und in 2019 des Campus-Instituts Data Science, CIDAS, co-initiiert, gemeinsam mit dem Geschäftsführer der Gesellschaft für Wissenschaftliche Datenverarbeitung, GWDG, Ramin Yahyapour und dem Direktor der SUB Göttingen, Wolfram Horstmann.
Am 1. Juli 2023 wurde er Gründungsdirektor der Hochschule.digital Niedersachsen, einer Dachinitiative der LandesHochschulkonferenz Niedersachsen, des Niedersächsischen Ministeriums für Wissenschaft und Kultur und der Volkswagenstiftung.